# Temporada 1963 de Fórmula 1
La temporada 1963 de Fórmula 1 fou la catorzena temporada de la història de la Fórmula 1 a la temporada 1963.

## Sistema de puntuació
S'adjudicaven punts als sis primers llocs (9, 6, 4, 3, 2 i 1). Ja no es donen punts per la volta més ràpida. Per al recompte final del campionat només es tenien en compte els sis millors resultats dels deu possibles. També és puntuable per al Campionat del món de constructors.

## Curses
| Rnd | Cursa                        | Data           | Circuit            | Pilot        | Equip          | Resultats |
| --- | ---------------------------- | -------------- | ------------------ | ------------ | -------------- | --------- |
| 1   | Gran Premi de Mònaco         | 26 de maig     | Mònaco             | Graham Hill  | BRM            | Resultats |
| 2   | Gran Premi de Bèlgica        | 9 de juny      | Spa-Francorchamps  | Jim Clark    | Lotus - Climax | Resultats |
| 3   | Gran Premi d'Holanda         | 23 de juny     | Zandvoort          | Jim Clark    | Lotus - Climax | Resultats |
| 4   | Gran Premi de França         | 30 de juny     | Reims-Gueux        | Jim Clark    | Lotus - Climax | Resultats |
| 5   | Gran Premi del Regne Unit    | 20 de juliol   | Silverstone        | Jim Clark    | Lotus - Climax | Resultats |
| 6   | Gran Premi d'Alemanya        | 4 d'agost      | Nürburgring        | John Surtees | Ferrari        | Resultats |
| 7   | Gran Premi d'Itàlia          | 8 de setembre  | Monza              | Jim Clark    | Lotus - Climax | Resultats |
| 8   | Gran Premi dels Estats Units | 6 d'octubre    | Watkins Glen       | Graham Hill  | BRM            | Resultats |
| 9   | Gran Premi de Mèxic          | 27 d'octubre   | Hermanos Rodríguez | Jim Clark    | Lotus - Climax | Resultats |
| 10  | Gran Premi de Sud-àfrica     | 28 de desembre | Prince George      | Jim Clark    | Lotus - Climax | Resultats |

## Posició final del Campionat de constructors de 1963
| Pos. | Equip               | Punts |
| ---- | ------------------- | ----- |
| 1    | Lotus - Climax      | 54    |
| 2    | BRM                 | 36    |
| 3    | Brabham - Climax    | 28    |
| 4    | Ferrari             | 26    |
| 5    | Cooper - Climax     | 25    |
| 6    | BRP - BRM           | 6     |
| 7    | Porsche             | 5     |
| 8    | Lotus - BRM         | 4     |
| 9    | Stebro - Ford       | 0     |
| 10   | Scirocco - BRM      | 0     |
| 11   | Alfa Romeo          | 0     |
| 12   | Lotus - Borgward    | 0     |
| 13   | Lola - Climax       | 0     |
| 14   | LDS - Alfa Romeo    | 0     |
| 15   | Gilby - BRM         | 0     |
| 16   | De Tomaso - Ferrari | 0     |
| 17   | Cooper - Maserati   | 0     |
| 18   | ATS                 | 0     |
| 19   | Lotus - Ford        | 0     |

## Posició final del Campionat de pilots de 1963
| Pos. | Pilot                   | N° | País          | Punts | Victòries | Podis | Poles |
| ---- | ----------------------- | -- | ------------- | ----- | --------- | ----- | ----- |
| 1    | Jim Clark               | 1  | Regne Unit    | 73    | 7         | 9     | 7     |
| 2    | Richie Ginther          | 6  | EUA           | 34    |           | 5     |       |
| 3    | Graham Hill             | 5  | Regne Unit    | 29    | 2         | 5     | 2     |
| 4    | John Surtees            | 3  | Regne Unit    | 22    | 1         | 3     | 1     |
| 5    | Dan Gurney              | 9  | EUA           | 19    |           | 3     |       |
| 6    | Bruce McLaren           | 10 | Nova Zelanda  | 17    |           | 3     |       |
| 7    | Jack Brabham            | 8  | Austràlia     | 14    |           | 1     |       |
| 8    | Tony Maggs              | 11 | Sud-àfrica    | 9     |           | 1     |       |
| 9    | Jo Bonnier              | 12 | Suècia        | 6     |           |       |       |
| 10   | Innes Ireland           | 32 | Regne Unit    | 6     |           |       |       |
| 11   | Lorenzo Bandini         | 4  | Itàlia        | 6     |           |       |       |
| 12   | Jim Hall                | 16 | EUA           | 3     |           |       |       |
| 13   | Gerhard Mitter          | 26 | Alemanya      | 3     |           |       |       |
| 14   | Carel Godin de Beaufort | 14 | Països Baixos | 2     |           |       |       |
| 15   | Jo Siffert              | 14 | Suïssa        | 1     |           |       |       |
| 16   | Ludovico Scarfiotti     | 4  | Itàlia        | 1     |           |       |       |
| 17   | Trevor Taylor           | 2  | Regne Unit    | 1     |           |       |       |
| 18   | Bob Anderson            | 48 | Regne Unit    |       |           |       |       |
| 19   | Phil Hill               | 25 | EUA           |       |           |       |       |
| 20   | Maurice Trintignant     | 66 | França        |       |           |       |       |
| 21   | Mike Hailwood           | 40 | Regne Unit    |       |           |       |       |
| 22   | Mike Spence             | 6  | Regne Unit    |       |           |       |       |
| 23   | Moises Solana           | 13 | Mèxic         |       |           |       |       |
| 24   | Pedro Rodríguez         | 10 | Mèxic         |       |           |       |       |
| 25   | Masten Gregory          | 17 | EUA           |       |           |       |       |
| 26   | Peter de Klerk          | 18 | Sud-àfrica    |       |           |       |       |
| 27   | Trevor Blokdyk          | 23 | Sud-àfrica    |       |           |       |       |
| 28   | Roberto Lippi           | 50 | Itàlia        |       |           |       |       |
| 29   | Rodger Ward             | 18 | EUA           |       |           |       |       |
| 30   | Tim Parnell             | 30 | Regne Unit    |       |           |       |       |
| 31   | Tony Settember          | 34 | EUA           |       |           |       |       |
| 32   | Willy Mairesse          | 8  | Bèlgica       |       |           |       |       |
| 33   | Andre Pilette           | 46 | Bèlgica       |       |           |       |       |
| 34   | Peter Broeker           | 21 | Canadà        |       |           |       |       |
| 35   | Ernie Pieterse          | 7  | Sud-àfrica    |       |           |       |       |
| 36   | Bernard Collomb         | 28 | França        |       |           |       |       |
| 37   | Brausch Niemann         | 21 | Sud-àfrica    |       |           |       |       |
| 38   | Chris Amon              | 18 | Nova Zelanda  |       |           |       |       |
| 39   | David Prophet           | 22 | Regne Unit    |       |           |       |       |
| 40   | Mario de Araujo Cabral  | 22 | Portugal      |       |           |       |       |
| 41   | Ernesto Brambilla       | 62 | Itàlia        |       |           |       |       |
| 42   | Giancarlo Baghetti      | 26 | Itàlia        |       |           |       |       |
| 43   | Hap Sharp               | 22 | EUA           |       |           |       |       |
| 44   | Ian Burgess             | 24 | Regne Unit    |       |           |       |       |
| 45   | Ian Raby                | 50 | Regne Unit    |       |           |       |       |
| 46   | John Campbell-Jones     | 24 | Regne Unit    |       |           |       |       |
| 47   | John Love               | 9  | Zimbàbue      |       |           |       |       |
| 48   | Lucien Bianchi          | 22 | Bèlgica       |       |           |       |       |
| 49   | Doug Serrurier          | 16 | Sud-àfrica    |       |           |       |       |